# Тыргу-Муреш (футбольный клуб)
«Тыргу-Муреш» (рум. Asociația Sportivă Ardealul 2013 Târgu Mureș) — румынский футбольный клуб из города Тыргу-Муреш. Основан в 2008 году. Прекратил существование в 2018 году.

## История
В Тыргу-Муреш с 1962 по 2005 год существовал одноимённый клуб. Лучших своих результатов он добивался в 1970-х годах, когда становился вице-чемпионом Румынии и играл в Кубке УЕФА. В начале 2000-х годов он вылетел в Третью лигу, а в 2005 году был расформирован.
В 2008 году был основан новый клуб Fotbal Club Municipal Târgu Mureș (Муниципальный футбольный клуб Тыргу-Муреш), который стал главной футбольной командой Тыргу-Муреша. Первоначально он был заявлен во Вторую лигу и уже в первом сезоне занял третье место. Через год клуб выиграл Вторую лигу и вышел в Первую. В своём первом сезоне в элите румынского футбола клуб занял 9-е место, но во втором не сумел избежать вылета.
В 2013 году клуб официально сменил название на Asociația Sportivă Ardealul 2013 Târgu Mureș. По итогам сезона 2013/14 он снова сумел подняться в Первую лигу. А в следующем сезоне занял второе место, лишь на три очка отстав от «Стяуа», и получил право выступать в Лиге Европы УЕФА.
С сезона 2016/17 в клубе начались финансовые проблемы. В том сезоне «Тыргу-Муреш» вылетел из Первой лиги, в январе 2018 года по ходу сезона снялся с розыгрыша Второй лиги, а в феврале признал себя банкротом.